# Fons Merkies
Fons Merkies (* 7. Juni 1966 in Zaandam) ist ein niederländischer Komponist.

## Leben
Fons Markies spielte in seiner Jugend als Gitarrist in unterschiedlichen Bands. Nach seinem Schulabschluss wollte er Schauspieler und Musiker werden und begann ein Studium an der Amsterdamse Toneel & Kleinkunstacademie. Während dieser Zeit begann er Pianostunden bei einem Jazzlehrer zu nehmen, weswegen er auch für die Komposition einiger Studentenfilme angefragt wurde. Erst danach konzentrierte er sich auf das Komponieren. 
Nach seinem Studium konnte er sich als Komponist etablieren und war seit Mitte der 1990er Jahre für die Musik von über 150 unterschiedliche Film- und Fernsehproduktionen verantwortlich. Für den von Frans Weisz inszenierten Film Boy Ecury wurde er 2003 mit einem Goldenen Kalb als Bester Komponist ausgezeichnet.
Merkies ist seit 1996 mit der Schauspielerin Camilla Siegertsz verheiratet. Zusammen haben sie vier Kinder, wovon Java, Redmar und Tess Siegertsz jeweils als Schauspieler arbeiten.

## Filmografie (Auswahl)
- 1995: Die Schattenläufer (De schaduwlopers)
- 1997: All Stars – Der Sonntags-Club (All Stars)
- 1998: Die polnische Braut (De Poolse Bruid)
- 2000: Verrat in den eigenen Reihen (Lek)
- 2001: Drei Furien & ein warmer Bruder (Zus & Zo)
- 2002: Die Zwillinge (De Tweeling)
- 2003: Boy Ecury
- 2003: Cloaca – Alte Freunde (Cloaca)
- 2004: Das Kind, die Kommune und der Guru (Communekind)
- 2004: Ein Platz für Pluk (Pluk van de petteflet)
- 2004: Stille Nacht
- 2005: Im Labyrinth des Lebens (Leef!)
- 2009: De Storm
- 2012: Der kleine Zappelphilipp (Brammetje Baas)
- 2013: Finn und die Magie der Musik (Finn)
- 2014: Zomer – Nichts wie raus! (Zomer)
- 2016: Die Kommune (Kollektivet)
- 2016: Hilfe, unser Lehrer ist ein Frosch! (Meester Kikker)
- 2017: Storm und der verbotene Brief (Storm: Letters van Vuur)
- 2019: Circus Noël
- 2019: Wat is dan Liefde
- 2020: High-Flyers (Hoogvliegers)  (Fernsehachtteiler)
- 2020: Der große Schleim-Film (De grote slijmfilm)
- 2023: Faithfully Yours